# Jojo Kuo
Jojo Kuo (souvent écrit jojo Quo, Jojo Kouoh ou Jojo Kuoh par certains) est un artiste camerounais. Reconnu[réf. nécessaire] à Paris et New-York comme un excellent batteur et programmeur très prolifique. Après avoir côtoyé les grands noms de la musique, pour ne citer que Manu Dibango, Peter Gabriel,  Egypt 80. Fela Kuti, Richard Bona, Bela Fleck, Papa Wemba, Pierre Akendengué, Mory Kante,Antibalas, Jojo est installé à New-York comme batteur, producteur, consultant et programmeur.

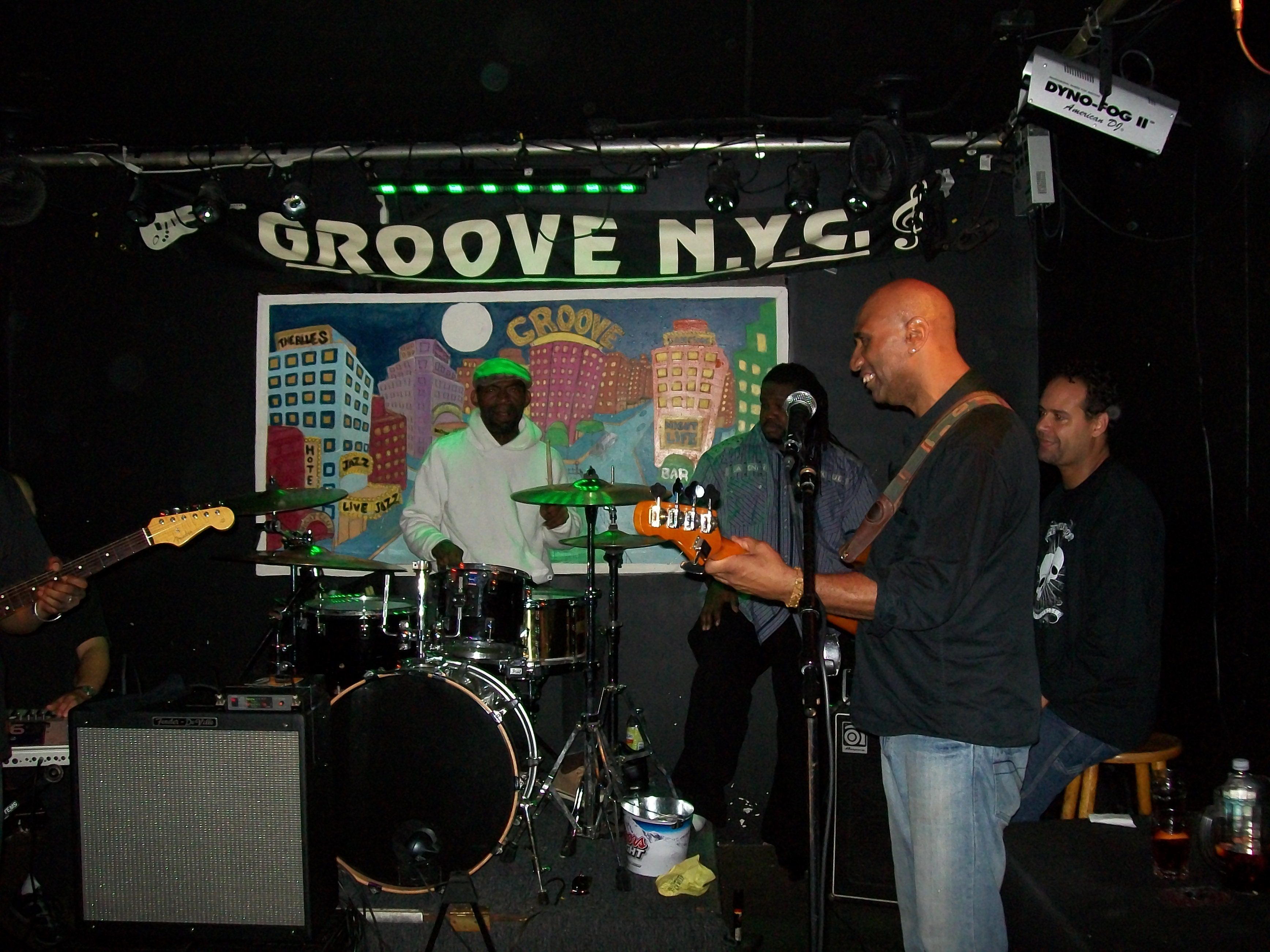
Jojo & Linard.

## Biographie
Jojo Kuo est né le 23 aout 1959 à Bonandjo (Douala) et il est le troisième d'une famille de huit enfants. Jojo est père d'une fille Joseth Bisi Kuo (1985) et d'un garçon Joseph Kuo II (1995). 
Son père Kuo Benjamin (1922-2007) est alors ophtalmologiste à l'hôpital Laquintinie  et sa mère Émilienne  couturière. Jojo tient certainement son héritage musical de ses oncles paternels, excellents percussionnistes traditionnels; son père jouait de la Sanza de temps en temps.
Après des études primaires à Bonadoumbe et Bonapriso, Jojo poursuit des études jusqu'au CAP en dessin/bâtiment dans le Moungo au C E T I de Ndoungue.
Bien que particulièrement doué dans les études, Jojo brave son père et quitte les bancs en même temps que le domicile familial à 15 ans pour s'adonner complètement à la musique avec une bande de copains de même âge…
Sa vraie première prestation avec un Artiste Camerounais de premiere classe  commence avec le  regretté Eboa Lotin qui lui donne la possibilité pour la première fois de se produire en public dans une boîte de nuit de Yaoundé le "Négresco" situé à l'époque non loin de la poste centrale de Yaoundé au milieu des années 1970. Ce fut le point de départ d'une grande carrière qui connaîtra un parcours riche en événements. 
Encouragé par son frère aîné Michel qui a très vite pris la mesure du potentiel artistique de son jeune frère, à 17 ans, Jojo et ses copains fuguent tous pour le Nigeria ; aventure au cours de laquelle leur guitariste surdoué et le plus jeune de la bande du nom de Foumi décèdera, à la suite d'une complication liée à une anémie chronique à cellules falciformes. Jojo le plus volontaire du groupe est alors chargé d'aller rencontrer les parents du défunt afin de procéder aux formalités de rapatriement du corps et d'inhumation ; dure épreuve pour le Jeune Jojo qui négocie le problème avec un talent remarquablement salué par les parents du défunt. Les conditions de transfert sont si difficiles que Foumi sera inhumé au Nigéria. C'est également au cours de son aventure nigériane qu'il sera remarqué par Fela Kuti ; à qui, il a osé demander combien me payeras-tu à l'étonnement de tous ceux qui étaient présents… À la fin des années 1970, Jojo rentre au Cameroun avec un Orchestre devenu très célèbre au Cameroun : KASTON FIRE dont l'un de ses colistiers et excellentissime bassiste est Noël Assolo (Bassiste de Patricia Kaas, des Rita Mistsouko…) ; Après une deuxième aventure nigériane avec son acolyte Noël Assolo, et Jimmy Takoube, Assolo et Jojo Kuo partent ensuite pour la France en 1981, pour y étudier la musique et exploiter leurs talents. Chacun fera ensuite sa carrière de son côté. Jojo séjourne en France où il joue avec Pierre Akendengué, Manu Dibango, Papa Wemba, Mory Kante, pour ne citer que ces noms qu'on ne présente plus, jusqu'en 1994 avant d'émigrer aux États-Unis. Il faut ajouter que le surprenant Jojo est aussi probablement le premier musicien africain "comme il aime le dire" à utiliser une batterie électronique comme outil de travail et à utiliser en même temps au milieu des années 1980/1990 l'ordinateur au service de la programmation musicale, après que son frère aîné Michel alors étudiant à Paris l'eut initié très rapidement à l'informatique en quelques jours…
Joseph "JoJo" Kuo est un très prolifique musicien, arrangeur et producteur, qui est d'ailleurs beaucoup plus connu à New-York et à l'étranger en général que dans son pays d'origine le Cameroun, de par son extraordinaire talent de batteur ; et surtout pour avoir introduit la musique africaine dans les endroits branchés de New York ; notamment au Joe's Pub,  Zinc Bar,  Zébulon et sans oublier le célèbre  St. Nick's Pub du St Nicholas Avenue (Corner of 149th Street à Harlem, pour ne citer que ces endroits parmi tant d'autres. 
Formidable batteur et réalisateur, Jojo Kuo, par son génie, sa créativité et son originalité a beaucoup contribué dans les réalisations musicales en travaillant avec des artistes de renommée internationale tels que Pierre Akendengué, Manu Dibango, Papa Wemba, Mory Kante, Peter Gabriel, Fela Kuti, Harry Belafonte, et Richard Bona qui lui a donné la possibilité de s'exprimer dans son album intitulé The Ten Shades Of Blues) pour ne citer que ceux-là. 
Ses talents de créateur ont largement et directement  contribué au succès de nombreux artistes  africains qui ont occupé le haut du hit parade, notamment Mory Kante avec le fulgurant succès de "Yéké Yéké", réenregistré dans une version plus concise, rapide, électrique et dansante pour l'album "Akwaba Beach" (1987), et qui a pris tout le monde par surprise. Les ventes se sont envolées (plusieurs millions de singles et d'albums jusqu'aujourd'hui), les classements dans les hit-parades se sont alors multipliés tout autour de la terre. À ce titre, quand en juillet 1988  "Yéké Yéké" atteint la première place du classement paneuropéen du Billboard (revue de référence du show-business américain), le griot de Kissidougou a réussi son défi : donner à la musique africaine la place qui lui revient de droit. Ce que confirment les Victoires de la Musique 88 en couronnant "Akwaba Beach "Meilleur album francophone". 
JoJo vit actuellement à New York ; toujours aussi accessible et convivial. 
JoJo Kuo & The Afro-Beat Collective se produit régulièrement au Joe's Pub, Zinc Bar, Zébulon et les autres endroits de New York City. 

## Discographie
1980’s Recorded with:
Bebe Black. 
Bella njoh. 
Jean paul Mondo. 
Emile Nkangue. 
Marthe Zambo. 
Coco Ateba: taxi. 
Ndedi Dibango: it’s all right, Eyeme, etc. 
Ndedi Eyango. 
Joe Mboule. 
Sam Fantomas: Noah etc. 
Lapiro de Mbanga. 
Samson Chaud Gar.  
Manu Dibango: Electric Makossa, Polysonic. 
Ekwe Silo. 
Mony Bile. 
Mama Owandja. 
Tom youms. 
Jacques Djeying. 
Pierre Akendengue. 
Pierre Claver Zeng. 
Mory Kante: Yeke Yeke, Ten Colanut, Bankero. 
Fela Kuti: ITT. 
Vicky Edimo: Thank you Mama. 
Remy Salomom. 
Niboma. 
Grand Zaiko. 
And more
1990’s recodings:
Petit Pays. 
Pierre Akendengue: Silence. 
Guy Lobe. 
Charlotte Mbango. 
Djanka Diabate. 
Oumou Diabate.  
Papa Wemba. 
Manu Dibango: waka djudju. 
Thando Embalo. 
Dominic Kanza. 
Samba Mapangala. 
Antibalas. 
first album "Liberation Afrobeat Vol. 1" and had toured twice in England, all the while continuing to play at venues throughout New York City. Recording with the group in the early day was Cameroonian drummer Jojo Kuo who can be heard on the studio recordings of "Uprising" and "Machete."Antibalas  : Uprising: (PARTS 1&2) with Jojo Quo - track details ...
Uprising: (PARTS 1&2) with Jojo Quo. Antibalas. Albums featuring Uprising. 
Errol Daniel. 
And more.
2000 recordings:
Toby Foyeh Orchestra. 
Martino Atangana. 
Bela Fleck. 
Richard Bona. 
Jean Pierre Sigue. 
And more.
Tours:
Xalam.
Manu Dibango. 
Diane Dufresne. 
Kotti Franncois. 
Salle John. 
Misse Ngoh Francois. 
Joe Mboule. 
Lapiro de Mbanga. 
Ali Baba.
Ekambi Brillant. 
Sam Fantomas. 
Toto Guillaume. 
Grace Decca.

## Album
No Kelen Kelen  (terme camerounais pour "pas d'entourloupe"), a été conçu tout au début de l'ouverture du parc d'attractions Disney Animal Kingdom, où JoJo a été le leader du groupe africain résident et chargé de la création d'événements spéciaux, en 1999. 
Cette compilation a été longtemps travaillée, pour prendre en considération la diversité et la richesse culturelle africaine ; le tout savamment tissé des mains du maître Jojo dans une sorte  tapisserie musicale. 
Jojo travaille en ce moment dans son Laboratoire de recherche musicale, pour la production de son prochain Album,et dans un registre plus Jazzy.

## Carrière audiovisuelle
Manu Dibango s'est aussi illustré à la télévision avec ses émissions Salut Manu (France 3/1992-1993), émissions auxquelles Jojo avait collaboré activement et dont son ami Noël Ekwabi fait allusion lors d'une interview.

## Revue de Presse
Drumming for Fela New York times.|link=http://lens.blogs.nytimes.com/2010/05/19/showcase-164/ |